# 魏德灵
魏德灵是奥地利蒂罗尔州Kitzbühel的一个市镇。总面积63.75平方公里，总人口1858人，人口密度29.1人/平方公里（2005年）。